# Середземноморський регіон (Туреччина)
Середземноморський регіон (тур. Akdeniz Bölgesi) — один з семи географічних районів Туреччини.
| Туреччина | Це незавершена стаття з географії Туреччини. Ви можете допомогти проєкту, виправивши або дописавши її. |